# Bossofala
Bossofala es una comuna del círculo de Kati, región de Kulikoró, Malí. La localidad más importante es Neguela. Su población era de 17.455 habitantes en 2009.